# マルタ・リラ
マルタ・リラ（malta lira、複数形はliri）は、過去にマルタで使われていた通貨単位。通貨記号は₤やMTL、MLと略される。補助単位はセント (¢) で、1₤=100¢。紙幣は、20₤, 10₤, 5₤, 2₤がある。硬貨は、1₤, 50¢, 25¢, 10¢, 5¢, 2¢, 1¢がある。
マルタ・リラはポンド、セントはシリングと呼ばれる事もある。また、セントより小さいミル (₥) もある。2008年1月からユーロに切り替えられた。1リラ=約350円程度。（2007年3月現在）